# Коллинз, Дуглас
Пол Ду́глас «Даг» Ко́ллинз (англ. Paul Douglas "Doug" Collins, родился 28 июля 1951 года в Кристофере, Иллинойс, США) — американский профессиональный баскетболист, тренер, менеджер и телевизионный аналитик. Выступал в Национальной баскетбольной ассоциации, а по окончании игровой карьеры работал главным тренером таких клубов НБА, как «Чикаго Буллз», «Детройт Пистонс», «Вашингтон Уизардс» и «Филадельфия 76». В данное время работает главным советником по баскетбольным операциям в «Чикаго Буллз». Член баскетбольного зала славы с 2024 года.

## Олимпийские игры 1972 года
Коллинз был выбран в национальную мужскую сборную по баскетболу на летние олимпийские игры 1972 года в Мюнхене, Германия. Олимпийский баскетбольный турнир запомнился матчем за золотые медали, в котором играли сборные США и СССР. Его перехват и 2 успешных штрафных броска на последних секундах едва не принесли сборной США победу в финале. Но Александр Белов точным броском принёс победу советской сборной.

## Личная жизнь
У Дага и его жены двое детей. Он проживает в Дэавер Вэлли. Их сын Крис, бывший профессиональный баскетболист, в настоящее время работает помощником тренера в университете Дьюка, а дочь Келли, игравшая в университете Лихай, в настоящее время работает учителем в Пенсильвании.

## Статистика

### Статистика в НБА
| Сезон                                                                                    | Команда     | Регулярный сезон | Регулярный сезон | Регулярный сезон | Регулярный сезон | Регулярный сезон | Регулярный сезон | Регулярный сезон | Регулярный сезон | Регулярный сезон | Регулярный сезон | Регулярный сезон | Серия плей-офф | Серия плей-офф | Серия плей-офф | Серия плей-офф | Серия плей-офф | Серия плей-офф | Серия плей-офф | Серия плей-офф | Серия плей-офф | Серия плей-офф | Серия плей-офф |
| Сезон                                                                                    | Команда     | GP               | GS               | MPG              | FG%              | 3P%              | FT%              | RPG              | APG              | SPG              | BPG              | PPG              | GP             | GS             | MPG            | FG%            | 3P%            | FT%            | RPG            | APG            | SPG            | BPG            | PPG            |
| ---------------------------------------------------------------------------------------- | ----------- | ---------------- | ---------------- | ---------------- | ---------------- | ---------------- | ---------------- | ---------------- | ---------------- | ---------------- | ---------------- | ---------------- | -------------- | -------------- | -------------- | -------------- | -------------- | -------------- | -------------- | -------------- | -------------- | -------------- | -------------- |
| 1973/74                                                                                  | Филадельфия | 25               |                  | 17,4             | 37,1             |                  | 76,4             | 1,8              | 1,6              | 0,5              | 0,1              | 8,0              | Не участвовал  | Не участвовал  | Не участвовал  | Не участвовал  | Не участвовал  | Не участвовал  | Не участвовал  | Не участвовал  | Не участвовал  | Не участвовал  | Не участвовал  |
| 1974/75                                                                                  | Филадельфия | 81               |                  | 34,8             | 48,8             |                  | 84,4             | 3,9              | 2,6              | 1,3              | 0,2              | 17,9             | Не участвовал  | Не участвовал  | Не участвовал  | Не участвовал  | Не участвовал  | Не участвовал  | Не участвовал  | Не участвовал  | Не участвовал  | Не участвовал  | Не участвовал  |
| 1975/76                                                                                  | Филадельфия | 77               |                  | 38,9             | 51,3             |                  | 83,6             | 4,0              | 2,5              | 1,4              | 0,3              | 20,8             | 3              |                | 39,0           | 43,4           |                | 85,7           | 7,0            | 3,3            | 1,0            | 0,3            | 19,3           |
| 1976/77                                                                                  | Филадельфия | 58               |                  | 35,1             | 51,8             |                  | 84,0             | 3,4              | 4,7              | 1,2              | 0,3              | 18,3             | 19             |                | 39,9           | 55,7           |                | 74,0           | 4,2            | 3,9            | 1,5            | 0,2            | 22,4           |
| 1977/78                                                                                  | Филадельфия | 79               |                  | 35,1             | 52,6             |                  | 81,2             | 2,9              | 4,1              | 1,6              | 0,3              | 19,7             | 10             |                | 34,2           | 49,7           |                | 81,6           | 3,1            | 2,7            | 0,3            | 0,0            | 20,4           |
| 1978/79                                                                                  | Филадельфия | 47               |                  | 33,9             | 49,9             |                  | 81,4             | 2,6              | 4,1              | 1,1              | 0,4              | 19,5             | Не участвовал  | Не участвовал  | Не участвовал  | Не участвовал  | Не участвовал  | Не участвовал  | Не участвовал  | Не участвовал  | Не участвовал  | Не участвовал  | Не участвовал  |
| 1979/80                                                                                  | Филадельфия | 36               |                  | 26,8             | 46,6             | 0,0              | 91,1             | 2,6              | 2,8              | 0,8              | 0,2              | 13,8             | Не участвовал  | Не участвовал  | Не участвовал  | Не участвовал  | Не участвовал  | Не участвовал  | Не участвовал  | Не участвовал  | Не участвовал  | Не участвовал  | Не участвовал  |
| 1980/81                                                                                  | Филадельфия | 12               |                  | 27,4             | 49,2             | -                | 82,8             | 2,4              | 3,5              | 0,6              | 0,3              | 12,3             | Не участвовал  | Не участвовал  | Не участвовал  | Не участвовал  | Не участвовал  | Не участвовал  | Не участвовал  | Не участвовал  | Не участвовал  | Не участвовал  | Не участвовал  |
|                                                                                          | Всего       | 415              |                  | 33,6             | 50,1             | 0,0              | 83,3             | 3,2              | 3,3              | 1,2              | 0,3              | 17,9             | 32             |                | 38,1           | 52,6           |                | 77,4           | 4,1            | 3,5            | 1,1            | 0,1            | 21,5           |
| Наведите курсор мыши на аббревиатуры в заголовке таблицы, чтобы прочесть их расшифровку. |             |                  |                  |                  |                  |                  |                  |                  |                  |                  |                  |                  |                |                |                |                |                |                |                |                |                |                |                |